# Claudio Vitalone
Claudio Vitalone (Reggio Calabria, 7 luglio 1936 – Roma, 28 dicembre 2008) è stato un politico e magistrato italiano.

## Biografia
Era il fratello dell'avvocato Wilfredo (1934-2009). Si laurea in Giurisprudenza all'università La Sapienza nel 1958. Iscritto dal 1951 ai gruppi giovanili della Democrazia Cristiana, dal 1954 al 1960 è segretario politico della sezione della DC di Monteverde Vecchio. Vince cinque concorsi pubblici, tra cui quello di funzionario di polizia, per il quale opta. Dopo un anno passato come commissario di PS presso la Squadra Mobile della Questura di Roma, entra in magistratura il 31 ottobre 1961, classificandosi tra i primissimi del suo concorso, e in qualità di uditore è assegnato alla procura della Repubblica di Roma. Pretore a Castiglion del Lago fino al 1966, in tale anno è  nominato sostituto procuratore della Repubblica presso il tribunale di Roma, funzioni che ha esercitato sino all'aprile 1979. 
Fu in quel periodo (1977) che sottopose a sequestro il film di Paolo Pietrangeli "Porci con le ali", in parte ispirato all'omonimo romanzo , censurato per cosiddetta "oscenità", provvedimento in seguito revocato.
Con decreto ministeriale del 20 ottobre 1978 è applicato alla Procura generale presso la corte d'appello di Roma, e nel 1979 è nominato sostituto procuratore generale presso la medesima corte. È sempre stato considerato come un magistrato vicino a Giulio Andreotti. Dal giugno del 1979 è collocato in aspettativa per mandato parlamentare, e in tale situazione è mantenuto nel corso di quattro legislature (dall'VIII all'XI) fino alle dimissioni da deputato rese il 31 luglio 1992.  In occasione della formazione del primo governo Amato, infatti, la direzione della Democrazia Cristiana aveva approvato una risoluzione che prevedeva l'incompatibilità dell'incarico di ministro con il mandato parlamentare.
Nell'estate del 1993, dopo le dimissioni del governo Amato e la costituzione del successivo governo Ciampi, Vitalone lascia l'incarico ministeriale e, privo di mandato elettivo, di fatto abbandona politica attiva. Alla conclusione delle sue vicende giudiziarie, nelle quali è assolto con formula piena e con sentenze definitive,  sistematicamente e con la piena assoluzione, 
perugina, Vitalone, decide di rientrare in magistratura. Chiede e ottiene la ricostruzione della carriera in base alla cosiddetta "legge Carnevale" come previsto per i dipendenti pubblici cui sia stata interrotta a causa di un procedimento penale poi concluso con
un’assoluzione. In un primo tempo è presidente di sezione alla corte d'appello di Firenze, successivamente è nominato presidente di sezione della corte di cassazione.
Il suo impegno istituzionale di quasi mezzo secolo - come magistrato prima e come politico poi - nella lotta all'eversione terroristica, alla criminalità organizzata e al traffico internazionale di droga, è innegabile. Nel processo relativo all'omicidio del giornalista Mino Pecorelli che lo ha visto sul banco degli imputati insieme al Giulio Andreotti, Vitalone è assolto in tutti i tre gradi di giudizio, mentre la sua principale accusatrice è condannata per falsa testimonianza. E' assolto con formula piena e con sentenza definitiva anche in un altro giudizio che lo aveva visto imputato per il reato di estorsione e che vide condannato per calunnia un imprenditore che lo aveva chiamato in causa.
È deceduto a Roma nel 2008.

## Incarichi politici
Claudio Vitalone ha avuto una lunga carriera politica, ricoprendo diversi incarichi: il 20 giugno 1979, fu eletto senatore nella VIII Legislatura per la Democrazia Cristiana nel collegio di Tricase. Fu presidente della commissione parlamentare d'inchiesta sul caso Eni-Petromin, vicepresidente della commissione Antimafia, sottosegretario agli Esteri nel governo Andreotti del 1989, ministro per il Commercio con l'estero nel governo Amato del 1992, coordinatore per l'Italia della lotta alla droga in ambito comunitario. In quest'ultima veste chiamò il giudice Giovanni Falcone a collaborare con lui al CELAD (il cosiddetto "Comitato Mitterrand"), l'organismo costituito a livello europeo per combattere la produzione e la vendita degli stupefacenti, lavorando fianco a fianco al compianto magistrato nell'elaborazione delle strategie italiane sul piano internazionale volte al contrasto del narcotraffico e della criminalità organizzata.
Nello svolgimento dell'attività parlamentare ha fatto parte della Commissione Affari Costituzionali, della Presidenza del Consiglio e dell'Interno, della Commissione Giustizia. Dal 1984 è stato componente effettivo, Capo Gruppo e vice Presidente fino al luglio del 1989 della "Commissione parlamentare d'inchiesta sul fenomeno della mafia".
Componente effettivo della Commissione parlamentare per i procedimenti d'accusa sin dal 1979 e fino allo scioglimento della Commissione stessa per intervenuta modifica della relativa disciplina costituzionale (1988). Nell'ambito di tale attività si è occupato pressoché esclusivamente – in ragione della peculiare natura della giurisdizione penale-costituzionale, affidata nel previgente sistema al Parlamento – di reati contro la PA. Si è trattato di un'attività giudiziaria in senso stretto, conclusa assai spesso con ponderose relazioni e dibattiti a Camere riunite, davanti alle quali ha rappresentato le proposte ed i giudizi della Commissione. A titolo meramente esemplificativo, si ricorda la relazione sul "caso Eni Petromin", presentata al Parlamento il 16 gennaio 1985 ed approvata il 24 gennaio 1985. Si tratta di un documento di alcune migliaia di pagine, versato agli atti del CSM, riepilogativo di un'intensissima attività d'inchiesta svolta prevalentemente in ambiti internazionali.
Dal luglio del 1989 al giugno del 1992 ha svolto le funzioni di sottosegretario agli Affari Esteri con delega per l'Europa e le Repubbliche della Comunità degli Stati Indipendenti (in gran parte l'ex-URSS), per le Relazioni culturali, l'Emigrazione e gli affari sociali, la Cooperazione scientifica, la lotta alla criminalità internazionale ed al narcotraffico. Nell'ambito di quest'ultima competenza, è stato rappresentante permanente dell'Italia in seno al CELAD. In detta qualità ha elaborato il "piano europeo di lotta alla droga", che è stato approvato dai Paesi membri, ed ha costituito e diretto un apposito "gruppo di lavoro per il coordinamento delle iniziative italiane sul piano internazionale nel campo della lotta alla droga ed alla criminalità organizzata". Ha chiamato a far parte di tale gruppo - tra gli altri esperti – i magistrati Adolfo Beria d’Argentine, Giuseppe Di Gennaro e Giovanni Falcone. 

Nell'ambito della delega alle "Relazioni culturali", ha presieduto la speciale Commissione cui è stato demandato il riordino della normativa italiana in materia di patrimonio culturale.
Nel luglio del 1992 si è dimesso dalla carica di senatore e ha assunto l'incarico di ministro per il Commercio estero nel Amato I. A tale titolo è rimasto fuori del ruolo organico fino al 28 aprile 1993, data alla quale il governo si è dimesso. Il giorno successivo (29 aprile) ha chiesto il prescritto richiamo in ruolo. Dal momento della sua reintegrazione in servizio, è stato destinato alla Corte d'appello di Firenze, ove ha svolto di fatto le funzioni di presidente della I e II sezione penale. Con decreto del 9 marzo 2000, è stato designato quale presidente effettivo della Commissione per il gratuito patrocinio per il distretto della Corte d'appello di Firenze.

## Attività parlamentare
Nello svolgimento dell'attività parlamentare ha assunto numerose iniziative legislative sul piano della lotta al terrorismo, al crimine organizzato ed alla mafia in particolare, nonché su materie attinenti all'ordinamento giudiziario, al sistema penale ed al processo penale, alle misure di prevenzione ed all'assistenza giudiziaria internazionale. Ha tenuto numerose conferenze sui temi della politica internazionale, dell'integrazione europea e della lotta alla droga.
Ha presentato dei disegni di legge in materia di ordinamento della professione forense, disciplina della prevenzione, riabilitazione e reinserimento sociale dei tossicodipendenti e norme per la repressione del traffico illecito di droga, modifica dell'art. 2 del codice di procedura penale in ordine alla trasmissione del rapporto da parte degli ufficiali e degli agenti di polizia giudiziaria.
Missioni internazionali
Tra il 1989 ed il 1991, ha rappresentato il governo italiano in 127 missioni internazionali.	
Nel semestre di presidenza italiana della Comunità europea (1º luglio-31 dicembre 1990), ha risposto davanti al Parlamento Europeo sul processo di Unificazione delle due Germanie, sulla crisi del Golfo, sul razzismo, sulla criminalità e su interrogazioni concernenti materie diverse.
Unione Interparlamentare (U.I.P.)
È stato componente della Sezione italiana dell'Unione Interparlamentare e Capo della Delegazione italiana alle conferenze di:
- Bangkok (12 ottobre 1987)
- Guatemala city (11 aprile 1988)
- Sofia (19-24 settembre 1988)
- Budapest (10 marzo 1989)

Alla Conferenza di Londra (4-9 settembre 1989) è stato eletto Presidente della Commissione Politica dell'Unione Interparlamentare, carica conservata sino a quando (luglio 1992) ha assunto la carica di Ministro della Repubblica. Ha rappresentato l'Italia altresì alle conferenze di:
- Delhi (18-24 marzo 1988)
- Nicosia (30 marzo - 7 aprile 1990): 83ª Conferenza Interparlamentare
- Uruguay (11-12 ottobre 1990): 84ª Conferenza Interparlamentare.

Alla Conferenza di Budapest (marzo 1989) ha proposto una risoluzione concernente «Le iniziative dei Parlamenti per favorire le strategie internazionali di lotta contro il traffico di droga, che costituisce una minaccia per le nostre società e, particolarmente, per i giovani». Tale proposta ha riscosso l'approvazione delle delegazioni di tutti i più importanti Paesi del mondo.
Nella qualità di Presidente della Commissione politica, ha diretto il dibattito interparlamentare che ha condotto all'adozione di risoluzioni sulla crisi del Golfo, sulla questione palestinese, sul disarmo, sulla tutela dei diritti umani, sul problema della violenza nei confronti delle donne e dei bambini.
- Ha rappresentato la posizione italiana, svolgendo l'intervento ufficiale, a:
- Bangkok sulla "Tutela dei diritti umani";
- Guatemala City sugli "Orizzonti di un nuovo ordine internazionale";
- Sofia sulle "Strategie della lotta internazionale al narcotraffico ed alla diffusione delle tossicodipendenze";
- Budapest sul "Processo di integrazione europea e l'Atto finale di Helsinki".

## Il golpe Borghese
Considerato all'inizio degli anni settanta uno dei più brillanti Sostituti Procuratori della Repubblica presso il Tribunale di Roma, Vitalone balza agli onori delle cronache come rappresentante della Pubblica Accusa nel processo sul cosiddetto golpe Borghese. L'assunto secondo cui le indagini sarebbero state riaperte nel 1974 sulla base di un esposto depositato dall'allora Ministro della Difesa Andreotti è destituito da ogni fondamento. L'attività iniziò ben tre anni prima, nel marzo 1971, quando Andreotti non aveva alcun incarico di Governo, nascendo in seguito ad un'indagine avviata dall'"Ufficio politico" della Questura di Roma, diretto dal dr. Umberto Improta, negli ambienti dell'estrema destra che gravitavano intorno al "Fronte Nazionale" di Junio Valerio Borghese. Sulla base delle risultanze di tale indagine, che aveva avuto ad oggetto prevalentemente gli avvenimenti del 7-8 dicembre 1970 (il cosiddetto "Tora-Tora"), in seguito a delega ricevuta dal Procuratore della Repubblica, il 16 marzo 1971 Vitalone emise ordine di cattura nei confronti del Borghese e dei principali responsabili del "Fronte" per i reati di insurrezione armata contro i poteri dello Stato e cospirazione politica mediante associazione. Esauriti gli interrogatori degli arrestati, il 17 marzo 1971, trasmise gli atti al G.I. di Roma per la formale istruzione. In seguito all'incriminazione del Gen. Miceli ed alla sua cattura, Vitalone inizia ad essere fatto oggetto – insieme al G.I. di Padova dr. Tamburino, che aveva emesso analogo provvedimento restrittivo - di una serie di attacchi giornalistici ad opera del Pecorelli, notoriamente legato ai Servizi segreti ed al Gen. Miceli in particolare.
Vitalone approfondì il ruolo ricoperto nella vicenda dall'allora capo del SID Vito Miceli, che denunciò aver agito «...patentemente violando fondamentali obblighi del suo ufficio»; secondo Giovanni Pellegrino la "requisitoria di ferro" contro il generale traeva alimento dalle indagini svolte dal generale Gianadelio Maletti, successore del predetto ai vertici del servizio segreto, per conto di Andreotti.
Pecorelli aveva preso netta posizione in favore del generale Vito Miceli, affermando che dal rapporto originale e completo del SID sul fallito golpe del principe Borghese erano stati eliminati i nomi di politici e di alti funzionari che avevano aderito al tentato colpo di stato, precisando, ancora, che lo stesso era stato regolarmente inviato da Miceli alla magistratura.
Per decisione della Corte di Cassazione, l'indagine di Vitalone avocò a sé anche quella svolta in Veneto dal giudice Tamburino, in particolare a Padova, su eventuali legami fra la NATO e gli ambienti della destra eversiva che si raccoglievano intorno al movimento denominato Rosa dei Venti. A parere della Commissione Stragi presieduta dal già citato senatore comunista Pellegrino, con il passaggio alla procura di Roma «...il quadro cospirativo delineato da Tamburino fu disintegrato in mille episodi distinti, tra i quali non si individuarono più le connessioni».

## Il processo Pecorelli
Successivamente al periodo governativo, fu imputato con Andreotti nel processo per l'omicidio del giornalista Mino Pecorelli, fondato quasi interamente sulle rivelazioni di pentiti. Come detto, Vitalone fu assolto già in primo grado e così avvenne anche per le due pronunce successive. 
I suoi principali accusatori erano tre appartenenti al noto sodalizio criminale denominato Banda della Magliana, tutti detenuti per reati di droga ed altri gravi crimini: Vittorio Carnovale detto "er coniglio", Antonio Mancini detto "l'accattone" e la moglie di quest'ultimo, Fabiola Moretti, conosciuta negli ambienti criminali come "la bucatina", già asseritamente compagna anche dei boss Danilo Abbruciati ed Enrico De Pedis, detto "Renatino". Sulla base di un doppio de relato da due morti - come tale del tutto inutilizzabile in sede processuale - e giocando spesso sull'equivoco del cognome, attribuendo incontri e fatti verosimilmente riconducibili al fratello avvocato Wilfredo (difensore di De Pedis), comincia l'odissea giudiziaria di Vitalone in un processo che si protrarrà per quasi dieci anni. 
In realtà, il vero inizio della vicenda reca la data del 12 luglio 1993: tale Evaristo Benedetti dichiara al p.m. Armati (che lo inquisisce per vari reati societari), che Vitalone avrebbe conosciuto i cugini Salvo. Quasi subito si scopre che i Salvo, membri di un consorzio vinicolo a cui l'imprenditore faceva riferimento, sono solo degli omonimi degli esattori di Salemi e Benedetti sarà poi condannato ad otto anni di reclusione per bancarotta fraudolenta e a due anni e due mesi per calunnia in danno di Vitalone. La sua falsa dichiarazione, però, finisce con grande evidenza su tutti gli organi di stampa nel contesto dell'indagine avviata sulle "rivelazioni" di Tommaso Buscetta, il quale afferma di avere appreso da Gaetano Badalamenti (che lo smentirà sempre) e da Stefano Bontate (deceduto) che l'omicidio Pecorelli sarebbe stato richiesto dai cugini Salvo "per fare un favore" al Sen. Andreotti. Il 27 agosto 1993, quando ormai tutti hanno avuto modo di leggere sui giornali tanto le "rivelazioni" di Buscetta sul delitto Pecorelli ("richiesto dai Salvo nell'interesse di Andreotti"), che la falsa notizia della amicizia di Vitalone con i Salvo, Vittorio Carnovale si "pente", offrendo al Giudice Lupacchini una "ghiotta rivelazione": Toscano, morto da anni, avrebbe confidato a Carnovale di aver saputo da Renato De Pedis, anch'egli morto da anni, che Vitalone era in "credito di favori" proprio per l'omicidio del giornalista. Il G.I. non ritiene però che le dichiarazioni del Carnovale rappresentino una notitia criminis e non trasmette alcuna informativa al P.M..
Il 29 ottobre successivo, Carnovale, nuovamente interrogato, conferma la puntualità della scelta del G.I., precisando: «... non è a mia conoscenza, né diretta, né indiretta, un personale coinvolgimento del predetto Senatore nell'omicidio in questione, la mia è soltanto un'opinione ... quel che è certo è che ... né De Pedis né altri e in nessuna occasione, parlarono mai del Senatore».
Dopo poco più di un mese, il 9 dicembre 1993, il P.M. Salvi trasmette al Procuratore di Perugia l'interrogatorio di Carnovale e annota: «Si ritiene che qualsiasi valutazione del carattere eventualmente indiziante delle dichiarazioni del Carnovale competa a codesto Ufficio...», precisando che - se il processo gli sarà restituito - chiederà l'archiviazione nei confronti di Vitalone. Soggiunge infatti: «Si prega nell'eventualità negativa, di restituire gli atti al più presto .... (in quanto) è necessaria una nuova valutazione della sussistenza di una causa di non punibilità per le ipotesi di cui agli artt. 371 bis e 378 c.p., contestate al dr. Vitalone e per le quali è competente l'Autorità giudiziaria romana.». Il procedimento, a tal punto, poteva considerarsi finito ma, come noto, la Procura di Perugia non restituirà più il fascicolo processuale al suo Giudice naturale, appropriandosene della competenza sulla base di dichiarazioni risultate false: né il De Pedis né l'Abbruciati potevano partecipare all'esecuzione del delitto come asserito dai "collaboranti", per il semplice fatto che al momento dello stesso erano entrambi detenuti.
Claudio Vitalone sarà assolto in primo grado (in base all'articolo 530 c.p.p.) e in appello, ma solo dieci anni dopo l'inizio delle indagini preliminari, il 30 ottobre 2003 (la sentenza sarà poi depositata il 24 novembre successivo) la Suprema Corte di Cassazione chiuderà la vicenda statuendo che «... il teorema accusatorio è destituito di fondamento, giacché le dichiarazioni di Carnovale, Moretti, Abbatino, Mancini e quelle della Zossolo, moglie di Chichiarelli, sono assolutamente inattendibili, per le seguenti ragioni: a) Carnovale "... proprio per la sua propensione a mentire ..." ha reso dichiarazioni intrinsecamente inattendibili, sicché nemmeno si pone il problema dell'apprezzamento dei riscontri esterni che, peraltro, non sussistono. b) «... La falsità dei fatti narrati dalla Moretti è riferibile, anzitutto, agli incontri che ci sarebbero stati tra Vitalone e De Pedis. Se la Moretti ha mentito con riferimento agli incontri tra De Pedis e Vitalone, non è dato comprendere per quale ragione dovrebbe ritenersi che abbia detto la verità quando ha dichiarato di avere appreso da De Pedis e da Pernasetti che Vitalone aveva organizzato l'evasione di Carnovale per ricambiare un favore fattogli dal De Pedis». Ciò confermerebbe l'inattendibilità «... in toto delle dichiarazioni della Moretti...».

## La cena allaFamija piemonteisa
Vitalone incontrò Pecorelli soltanto due volte; la prima ad un convegno di magistrati a Torino nel 1978, quando il giornalista gli fu presentato dal collega Carlo Adriano Testi, all'epoca autorevole membro del C.S.M., e la seconda - più nota - a una cena al ristorante del circolo la Famija Piemonteisa di Roma. 
«Alla cena, per concorde ammissione di tutti i partecipanti, erano presenti l'anfitrione Walter Bonino, il giornalista Carmine Pecorelli, il generale della Guardia di Finanza Donato Lo Prete, i magistrati Claudio Vitalone e Carlo Adriano Testi».
Nel corso degli anni, l'evento in questione, «accaduto verso la fine di gennaio del 1979...», è stato passato a luce radente da tutti gli Organi inquirenti, ma neppure sulla data esatta in cui essa avvenne vi è convergenza di vedute tra accusa e difesa. Al processo proprio gli avvocati di Vitalone sostennero che se l'argomento fosse davvero stato l'intenzione di Pecorelli di pubblicare documenti sul caso SIR-Italcasse, l'asserita trattativa economica per comprarne il silenzio sarebbe stata prova di mancanza di movente.
Secondo l'interpretazione della procura di Perugia, «...gli argomenti trattati durante la cena hanno riguardato, per quanto interessa, le lamentele di Carmine Pecorelli per l'inaridirsi dei finanziamenti alla rivista OP da parte di Franco Evangelisti, una copertina relativa a degli assegni ricevuti da Giulio Andreotti e la pubblicazione, sul numero di OP in preparazione, di un articolo in cui veniva attaccato il presidente del consiglio in carica, Giulio Andreotti, che sarebbe stato anche "lo strillo" della copertina del numero di OP sul quale l'articolo sarebbe stato pubblicato».
È stato osservato che pochi giorni dopo la cena, il giornalista stipulò un contratto pubblicitario del valore di circa 300 milioni di lire, grazie all'intercessione di Franco Evangelisti, autorevole membro della corrente andreottiana ma in forte contrasto con Vitalone, con il successivo saldo da parte dello stesso Evangelisti alla tipografia della famiglia Abete di circa 30 milioni, che il giornalista doveva per la stampa di alcuni numeri di OP. Il fatto è stato anche messo in relazione con la preannunciata intenzione di Pecorelli di pubblicare un dossier "SIR-Andreotti-Caltagirone-Arcaini-Italcasse".
Vitalone fu l'unico dei partecipanti alla cena a mantenere sempre la stessa versione: smentì che l'incontro vertesse su simili argomenti, specie il numero di OP che avrebbe dovuto avere in copertina una foto di Andreotti ed il titolo Gli assegni del Presidente, con riferimento presunto allo scandalo Italcasse.

## Il caso Moro
Anche il caso Moro e i contatti allacciati per trattare la liberazione dello statista furono utilizzati dai magistrati di prima istanza del processo Pecorelli per tentare di individuare ipotetiche connessioni tra i due omicidi, in particolare mettendo in relazione l'idea di Vitalone di disorientare le BR, con il falso comunicato n.7, asseritamente redatto da Chichiarelli.

### Il falso comunicato "del Lago della duchessa"
Vitalone aveva dichiarato alla procura di Roma che: «A mio avviso si doveva contrastare la convinzione dei brigatisti che l'impiego della stessa macchina da scrivere fosse sufficiente alla riconoscibilità delle Br. Era uno dei modi per costringere le Br a tenere in vita l'ostaggio. Parlando con il collega Infelisi suggerii l'idea che, con l'intervento degli organi di polizia giudiziaria, e previa una formale documentazione per gli atti dell'istruttoria, si potesse far diramare un comunicato apocrifo per disorientare le Br. L'autenticità di tale comunicato avrebbe potuto essere strumentalmente attestata da organi di polizia scientifica. Ripeto, questo per costringere le Br a non sopprimere l'ostaggio. Questa idea, peraltro, non ebbe alcun seguito, né mi consta che ad essa possa essersi ispirata alcuna iniziativa autonoma degli organi di polizia».
Già nel 1981 la circostanza era stata confermata dal giudice Luciano Infelisi alla Commissione Moro.
Secondo alcuni Vitalone suggerì anche a Francesco Cossiga di porre in essere un'azione di disturbo ai danni delle BR simile a quella del falso comunicato n. 7: «Quando ho visto che il messaggio delle BR era falso, capii che qualcuno aveva messo in atto la mia idea e ne rimasi molto stupito». L'affermazione fu rilasciata dopo che nel 2003 Cossiga aveva querelato il senatore Sergio Flamigni che aveva scritto di una conversazione fra lo stesso Cossiga e Vitalone vertente proprio su questi argomenti.
Il falso comunicato n.7, in apparenza delle Brigate Rosse, con il quale si annunciava che il cadavere di Moro si sarebbe trovato nel lago della Duchessa, era stato materialmente realizzato dal falsario Antonio Chichiarelli, legato alla Banda della Magliana e in seguito autore di una clamorosa rapina miliardaria. Oltre agli inevitabili interrogativi sulla relazione che poteva connettere gli apparati di sicurezza statale all'individuo, destarono attenzione, anche se tardivamente, due "messaggi" che Chichiarelli aveva lasciato: nell'aprile del 1979 fece ritrovare un borsello contenente oggetti che in seguito furono letti come allusivi all'omicidio Pecorelli, al caso Moro e al falso comunicato della Duchessa. Secondo la relazione Pellegrino, il messaggio sarebbe consistito nel porre in relazione i tre eventi. Ma anche dopo la rapina miliardaria, a solo due giorni di distanza, Chichiarelli lasciò trovare un pacchetto che alludeva al borsello di 5 anni prima e che, sempre secondo la detta relazione Pellegrino, sarebbe anche la "firma" della compiuta rapina; la commissione, interrogandosi sull'interpretazione da attribuire ai messaggi, si rispose che con questi il falsario-rapinatore indicava nelle istituzioni il suo committente, il senso dei messaggi viene approfondito nell'ipotesi che si volesse indicare l'ammonimento alle istituzioni che Chichiarelli fosse al corrente di numerosissimi aspetti reconditi delle illecite relazioni fra mondo istituzionale, terrorismo e criminalità organizzata, come del resto la presenza di frammenti di foto Polaroid estremamente simili alla famosa foto Polaroid di Moro nella "prigione del popolo" poteva forse alludere a una partecipazione diretta del falsario ad attività brigatiste; tra gli altri segnali contenuti nel secondo messaggio vi è anche il riferimento alla Brink's come ad una multinazionale di Michele Sindona, mentre la circostanza della partecipazione del finanziere siciliano alla compagnia di sicurezza privata era allora a conoscenza solo di pochissimi. E soffermandosi proprio sul falso comunicato, di cui appunto Vitalone si era in pratica assunto la paternità ideale, concluse che «la conseguenza del falso comunicato fu sull'opinione pubblica l'annuncio dell'assassino del leader democristiano, messaggio che anticipando il lutto rispetto al reale svolgimento degli accadimenti, rendeva l'intera società pronta ad accogliere con minor resistenza e minor sofferenza una morte che dipendeva ancora da una molteplicità di circostanze, e sollecitava di fatto i brigatisti a percorrere la via cruenta e risolutiva. Lo stesso Moro nel Memoriale sembra interpretare in questo senso l'episodio, allorché scrive dell'unilateralità del comportamento della stampa italiana a proposito della «macabra grande edizione sulla mia esecuzione».». Chichiarelli fu poi ucciso poco tempo dopo. Anche Steve Pieczenik, l'esperto inviato dagli Stati Uniti per collaborare con il comitato ristretto di crisi di Cossiga durante il sequestro Moro, dichiarò in un suo libro che «...bisognava preparare l'opinione pubblica italiana e quella europea all'eventuale decesso di Moro e per questo è stata definita quella che viene chiamata una "operazione psicologica". Questa operazione consisteva nella pubblicazione di un falso comunicato nel quale era annunciata la morte di Moro ed era indicato il luogo dove il suo corpo poteva essere ritrovato.».

### Le trattative per salvare Moro
I contatti istituzionali intrattenuti da Vitalone - all'epoca magistrato della Procura Generale di Roma - con Daniele Pifano, esponente del collettivo di via dei Volsci (a Roma) per tentare di liberare Moro, ed in particolare la trattativa per il rilascio dello statista in cambio della liberazione di una sola componente BR, la detenuta Paola Besuschio, in gravi condizioni di salute, furono utilizzati dal P.M. nel processo Pecorelli a supporto del teorema accusatorio. Vitalone documentò i contatti con il leader dell'Autonomia operaia romana, situandoli inconfutabilmente tra il 5 ed il 7 maggio 1978, come attestato dalla sua relazione di servizio inviata al Procuratore Generale lo stesso 7 maggio, esibita durante il processo. Daniele Pifano venne sentito dal p.m. quale testimone davanti alla Corte d'Assise di Perugia all'udienza dell'11 aprile 1997. All'esordio della sua deposizione, egli non nascose il suo rancore nei confronti di Vitalone per i giudizi pubblici da lui espressi come parlamentare: «... il dottor Vitalone disse delle cose appunto molto pesanti nei miei confronti... a me sembrò quasi come una volontà di presa di distanza assoluta...». (ciò avvenne in occasione dell'arresto del Pifano mentre trasportava missili per i terroristi del Fronte per la Liberazione della Palestina). Il testimone dell'accusa, pur con talune imprecisioni temporali, confermò che alla data del 7 maggio 1978, e cioè 48 ore prima della brutale uccisione di Aldo Moro, Vitalone ed il Procuratore Generale di Roma si stavano prodigando con tutti i mezzi per scongiurare quel tragico evento. Il presidente Pellegrino riassunse, nella sua relazione, che «...all'epoca del contatto non era stata ancora accertata l'elevatissima pericolosità del Pifano».
I Diari 1976/1979 di Giulio Andreotti sono la fedele trasposizione dei contenuti delle "agende" dello stesso senatore, che sono state sequestrate ed acquisite agli atti del processo. Alla surrichiamata data del 7 maggio 1978, il Sen. Andreotti scrive: «Pifano (Collettivo di via dei Volsci) è andato da Vitalone, dicendosi disposto a trattare in qualche modo per la liberazione di Moro». Segue una breve esposizione dei contenuti del colloquio ed un giudizio sull'attendibilità del personaggio. Il libro è stato pubblicato nell'aprile 1981, quando cioè nessuno poteva ragionevolmente pensare alla accusa di omicidio rivolta contro il Sen. Andreotti ed il Sen. Vitalone.
Anche il Ministro della Giustizia Bonifacio ed il Procuratore Generale Pascalino, esaminati rispettivamente il 13 giugno 1980 ed il 30 gennaio 1981 dalla "Commissione parlamentare d'inchiesta sulla strage di via Fani, sul sequestro e l'assassinio di Aldo Moro e sul terrorismo in Italia" avevano entrambi puntualmente confermato i fatti descritti nella relazione informativa di Vitalone, sia con riferimento ai contenuti che alla cronologia del loro succedersi.

### La ricerca del Memoriale Moro
Il senatore Pellegrino, narra che Pecorelli aveva compiuto una visita insieme al generale Carlo Alberto dalla Chiesa al carcere di Cuneo alla ricerca del memoriale di Aldo Moro, ucciso sette mesi prima. In quel carcere si trovavano, o erano appena transitati, diversi personaggi di sinistro rilievo: da Tommaso Buscetta, che dichiarò di aver ricevuto da Stefano Bontate la sollecitazione ad interessarsi per il salvataggio di Moro e che in seguito fu fonte per le imputazioni del processo Pecorelli, a Francis Turatello, boss della "mala" di Milano. Turatello, così emerse nel processo Pecorelli, fu avvicinato dall'avvocato Edoardo Formisano, per il tramite del malavitoso massone Ugo Bossi, allo scopo di trattare per l'acquisizione del memoriale, ed in seguito ne ottenne da appartenenti alle Brigate Rosse diversi brani che dovevano dimostrare la bontà del materiale offerto. Formisano presentò al procuratore generale Pietro Pascalino e a Vitalone un pregiudicato, tale Ugo Filocamo, che si dichiarava in grado di procurare informazioni sulle BR e di recuperare un carico d'armi probabilmente ad esse diretto.
Il senatore comunista Flamigni, durante un evento volto a pubblicizzare un suo libro affermò di aver saputo - grazie ad una lettera anonima - della presenza di Vitalone nella caserma dei carabinieri di via Moscova a Milano il 1º ottobre 1978, mentre contemporaneamente militari dell'Arma irrompevano nel covo BR di via Monte Nevoso impossessandosi di una delle versioni del memoriale (stesura "C"); il giorno successivo, queste affermazioni erano riportate con grande risalto su L'Unità mettendo in relazione la circostanza con un tentativo di convincere i vertici locali dell'Arma a filtrare i contenuti delle carte rinvenute; l'affermazione costò una querela per diffamazione pluriaggravata al Flamigni, al direttore del giornale Walter Veltroni ed all'articolista Gianni Cipriani, immediatamente sporta da Vitalone che definì lo scoop «...una squallidissima opera di depistaggio e di disinformazione».
..

## Il ritorno al lavoro
Dopo il termine dei processi, Vitalone riprese la carriera in magistratura. Avendo maturato titolo nel 2005 alla presidenza di una sezione di Cassazione, se la vide rifiutare dal Consiglio Superiore della Magistratura, ma vinse il ricorso presentato al TAR contro il provvedimento. Anche il Consiglio di Stato gli diede ragione dopo che il CSM, preso atto del rifiuto del Ministro della Giustizia a presentare appello, tentò invano di proporre una propria impugnazione con l'assistenza di un avvocato del libero Foro, circostanza pressoché unica nella storia consiliare. Fu però necessaria la nomina di un commissario ad acta per obbligare il C.S.M. ad adeguarsi agli obblighi che la sentenza imponeva ed il 15 febbraio 2007 ottenne la presidenza della VII sezione. Il diniego opposto dal CSM fu aspramente e con clamore contestato dall'interessato, il quale accusò la corrente di Magistratura Democratica di avergli opposto un'"ostilità preconcetta" ed in particolare invitò il giudice Giovanni Salvi ad astenersi dal prendere posizione essendo stato pubblico ministero nel processo che lo vedeva imputato. Salvi, fratello del senatore comunista Cesare, acerrimo oppositore del partito di Vitalone, replicò di non avere operato in quel processo con riferimento alla posizione del Vitalone e che nessuna preclusione o preconcetto influenzava il suo parere sulla richiesta, nonostante che, nel 1993, nella fase delle indagini preliminari, avesse escusso a s.i.t. Vitalone contestandogli il reato di cui all'art. 371 bis c.p. (false informazioni al P.M.) e di favoreggiamento personale del Sen. Andreotti nel "processo Pecorelli". Il coinvolgimento di un ex Magistrato della Procura capitolina determinò l'effetto di spostare la competenza territoriale dal Giudice naturale, l'A.G. romana, a quella di Perugia. Il vicepresidente del CSM, il democristiano Virginio Rognoni, interveniva in merito, prendendo atto delle dichiarazioni fatte in plenum da tutti i rappresentanti di MD.
La sua ultima sentenza, firmata come Presidente di sezione della Cassazione penale prima del decesso ma depositata tre mesi dopo, fu quella che difende la guarentigia parlamentare dell'obbligo di autorizzazione alla perquisizione del domicilio di un senatore in carica, che aveva rinunciato alla prescrizione ottenuta in appello per vedersi riconoscere l'assoluzione in formula piena in Cassazione.